# كرسول سيدومي الشكل
كرسول سيدومي الشكل (الاسم العلمي:Crassula sediformis) هو نوع نباتي يتبع جنس الكرسول من فصيلة الكرسولية.